# Chapelle de l’Oratoire (Avignon)

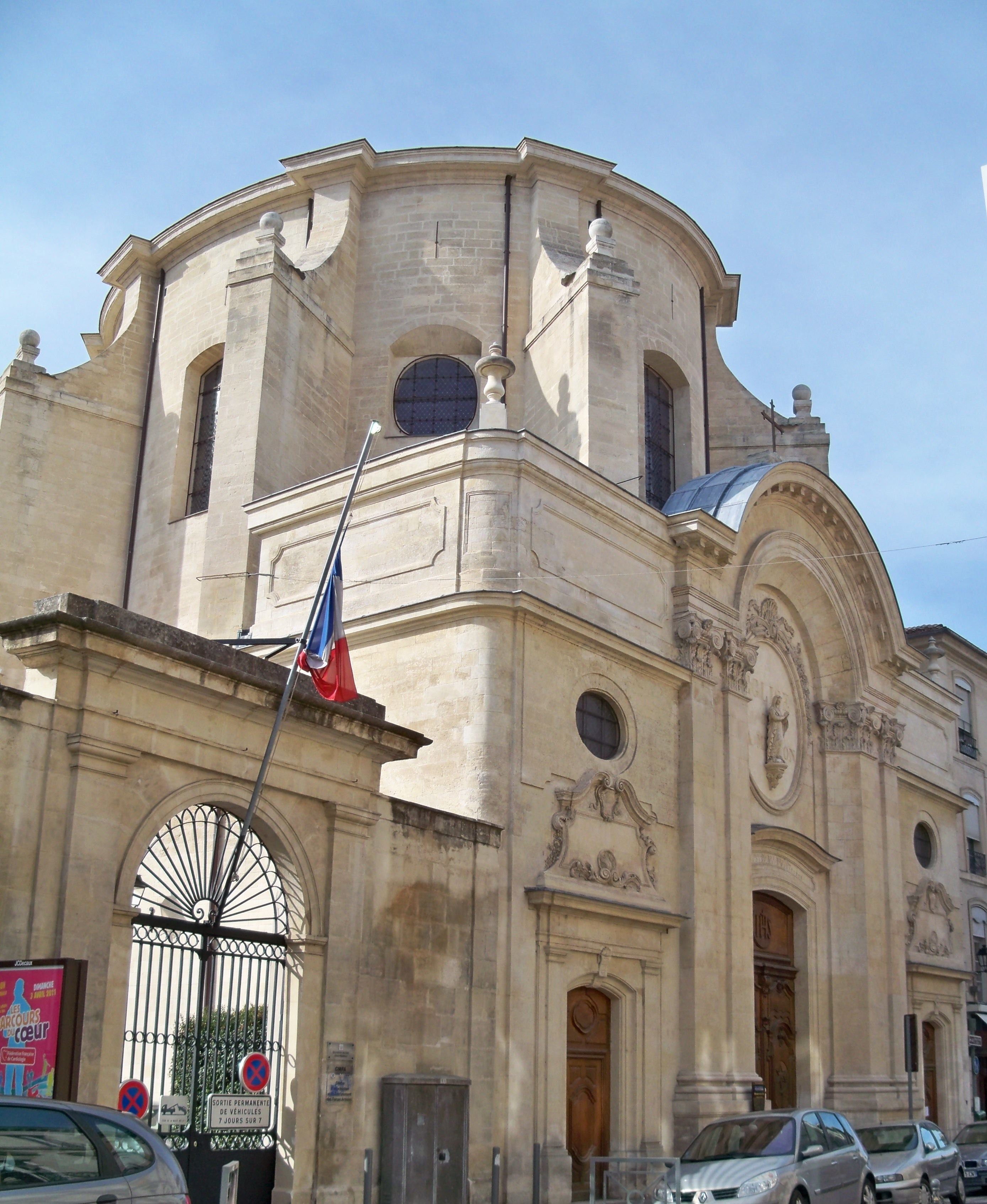
Chapelle de l’Oratoire

Die Chapelle de l’Oratoire in Avignon ist eine barocke Kapelle aus dem 18. Jahrhundert, die seit 1912 als Monument historique unter Denkmalschutz steht. Sie gilt als seltenes Beispiel eines konzentrischen Ellipsenbaus in der südfranzösischen Barockarchitektur.

## Geschichte
Die Oratorianer, eine 1611 in Paris gegründete katholische Ordensgemeinschaft, ließen sich 1646 in Avignon nieder und gründeten 1669 das Seminar Saint-Grégoire-le-Grand. Der Bau der heutigen Kapelle begann 1713 unter der Leitung des Oratorianers Jean-Melchior de Mayne. Nach Unterbrechungen 1719 übernahm 1729 der aus München stammende Ferdinand Delamonce die Planung mit einem konzentrischen Ellipsenentwurf, inspiriert von der Kapelle der Vieille Charité in Marseille (1672).
Die Bauausführung ab 1730 oblag dem Comtadiner Jean-Ange Brun, der jedoch 1738 nach Finanzstreitigkeiten ausschied. Sein Nachfolger Jean-Baptiste II Péru vollendete die Gewölbe 1747. Mit Gesamtkosten von 95.000 Livres – einer immensen Summe für die Zeit – wurde die Kapelle zu einem der kostspieligsten Sakralbauwerke Avignons.
Während der Französischen Revolution wurde die Kapelle als Versammlungsort des revolutionären „Club patriotique“ genutzt, bevor sie ab 1792 zum Munitionsdepot umfunktioniert wurde. Nach jahrzehntelanger militärischer Zweckentfremdung erfolgte 1825 die Rückübereignung an die Kirche. Seit ihrer Restaurierung 2006 dient sie als Gebetsstätte der Pfarrgemeinde Saint-Agricol, als Aumônerie des Lycée Frédéric-Mistral und als Kulturort für Konzerte – insbesondere im Rahmen des Festival d’Avignon.

## Architektur

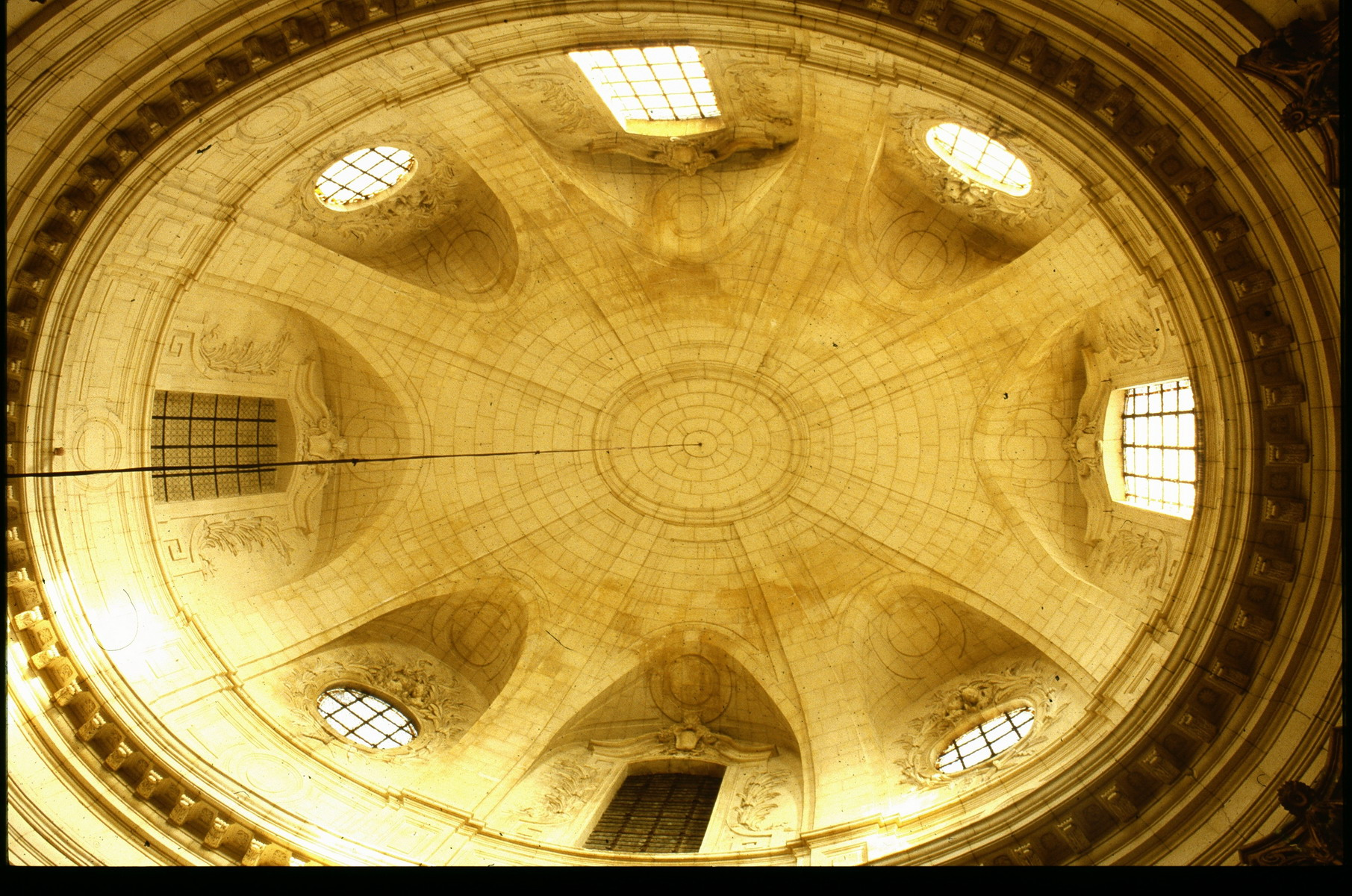
Elliptische Kuppel

Die barocke Fassade an der rue Joseph-Vernet zeigt einen Portikus mit korinthischen Pilastern, die eine Archivolte tragen. Zwei seitliche Türen mit profilierten Feldern (tableaux moulurés) rahmen den Haupteingang ein.
Der Innenraum besteht aus zwei konzentrischen Ellipsen, die in ein rechteckiges Gehäuse eingepasst sind. Der westliche Chor schließt mit einer halbrunden Kalottenwölbung (cul-de-four) ab. Über dem Hauptraum erhebt sich eine ovale Kuppel mit Tambour, die durch vier Rechteckfenster und vier Okuli im Wechsel belichtet wird. Ionische Säulen tragen die Bögen der Kapellennischen, während korinthische Pilaster entlang der Hauptachsen ein durchlaufendes Gebälk stützen. Die Pilaster sind mit marmorimitiertem Stuck verkleidet, die ionischen Kapitelle vergoldet.